# 王寶瑜
王寶瑜（?—?），河南省南陽府鄧州人，清朝政治人物、同進士出身，后至山东做官。

## 生平
光緒十八年（1892年），参加光緒壬辰科殿試，登進士三甲34名。同年五月，著交吏部掣签分发各省，以知县即用

## 家族
祖籍山西洪洞，元朝时搬迁至邓州。